# Miguel Cabanellas Ferrer
Miguel Cabanellas Ferrer (Cartagena, 1º gennaio 1872 – Malaga, 14 maggio 1938) è stato un generale e politico spagnolo.

## Biografia
Generale spagnolo, rivestì un ruolo importante durante la guerra civile spagnola. Iniziò la carriera come tenente di cavalleria nella guerra di Cuba nel 1895. Successivamente fu inquadrato nei regulares, le truppe marocchine del Rif. Negli anni Venti è nominato generale di brigata e dal 1924 al 1926 è governatore militare di Minorca. Nel 1931 è nominato capo delle forze militari spagnole in Marocco. Nel 1932 è direttore generale della Guardia Civil. Nel biennio 1934-1935, con un governo conservatore, è eletto deputato per il Partito Repubblicano Radicale di Alejandro Lerroux e designato presidente della Commissione di Guerra, carica alla quale rinuncia a ragione della sua nomina come Ispettore Generale dei Carabineros, nomina che deve alle sue idee repubblicane e alla sua appartenenza alla massoneria.
Nel gennaio 1936 è comandante della V Divisione. Partecipa al colpo di Stato nazionalista ed è presidente della Giunta militare di governo della Spagna dell'alzamiento, dal 24 luglio 1936 al 2 ottobre successivo, quando il suo posto è assunto da Fidel Dávila Arrondo, mentre Francisco Franco diventa capo dello Stato. Il suo ultimo incarico è quello di ispettore capo dell'esercito, ricoperto sino alla sua morte nel 1938.